# 鳴神貝塚
座標: 北緯34度13分50.2秒 東経135度12分43.5秒 / 北緯34.230611度 東経135.212083度

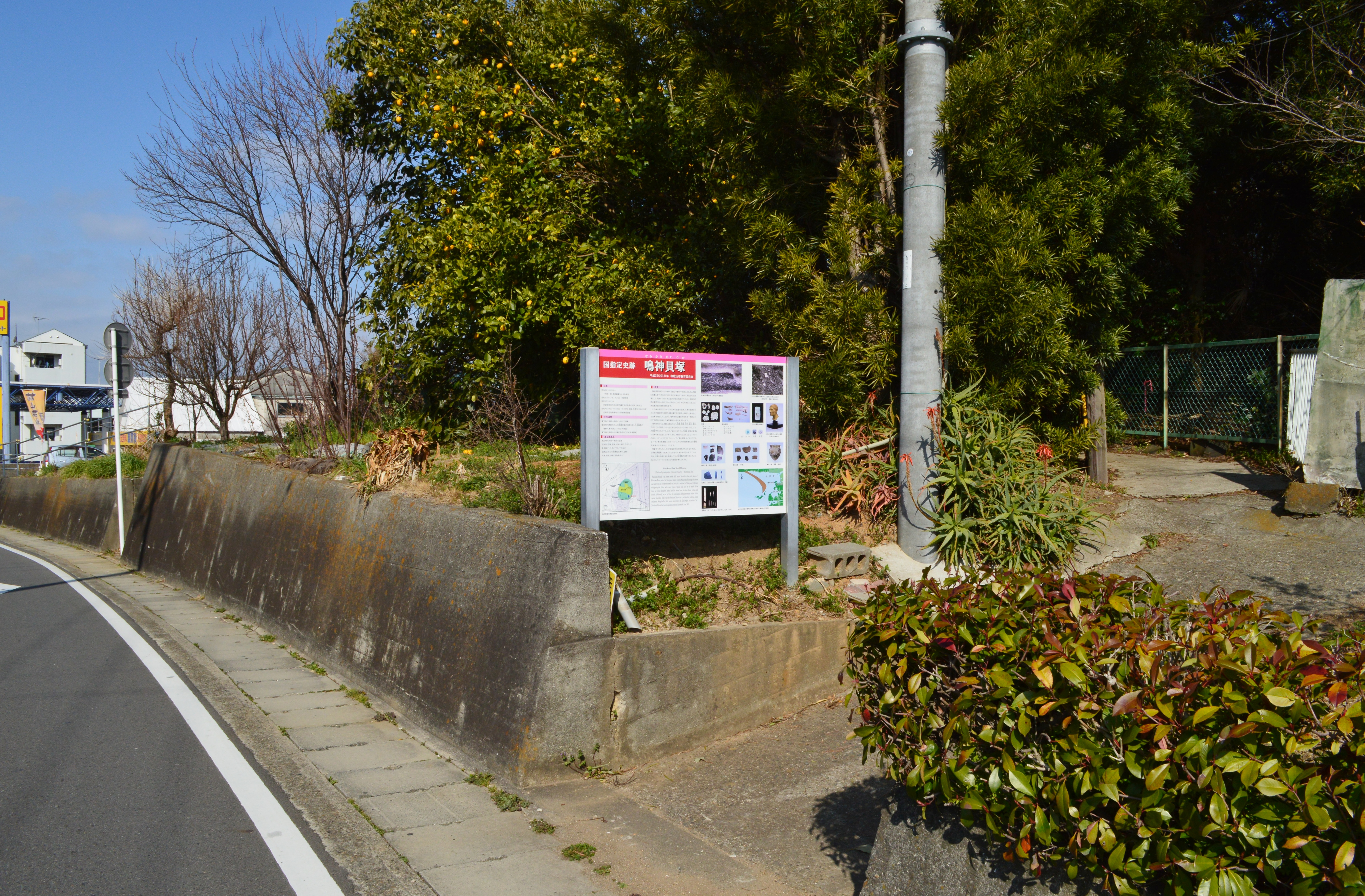
鳴神貝塚

鳴神貝塚（なるかみかいづか）は、和歌山県和歌山市鳴神にある貝塚。1931年（昭和6年）7月31日に国の史跡に指定された。

## 概要
縄文時代早期から晩期にいたるもので、1895年（明治28年）に鳥居龍蔵と直良信夫によって近畿地方の貝塚として初めて発見された。日前宮駅の北東約1キロメートルの地点にある。出土遺物として土器や石鏃、石錐や打製石斧、石刃などがあり、貝層からはカキ、ハイガイ、ハマグリ、サザエなどの貝類や、クロダイ、マダイなどの魚骨も発見されている。